# 大业 (上古人物)
大业，是女脩的儿子。女脩在纺织的时候，遇上一只生蛋的燕子，女脩吞下蛋后生下大业。大业娶少典的女儿女华，生了大费。大费就是伯益，是秦国、赵国、徐国、梁国的祖先。
白国红根据女脩吞玄鸟卵而生子以及《说文解字·女部》、《路史·后记七》注引谯周《古史考》中“嬴，少皞氏之姓”的记载，认为大业的父方是少皞氏氏族。
《列女传》班昭注、王符《潜夫论》和郑玄《毛诗谱》均把伯益充当皋陶之子，此后高诱《吕氏春秋注》、陆德明《精典释文》、张守节《史记正义》、孔颖达《毛诗正义》、邢昺《论语注疏》、《新唐书》、郑樵《通志·氏族略》一直沿用了这种说法，认为大业和皋陶是同一人。但梁玉绳指出把伯益充当皋陶之子是刘向、郑玄等人的错误理解所导致的，并详细论证此说有误。李学勤也指出以伯益充当皋陶之子，完全违背了《史记·秦本纪》的记载，而《秦本纪》的记载出自秦人自己的史籍，当以此为准。